# Дулькейт, Георгий Джемсович
Георгий Джемсович Дулькейт (1896, Владикавказ, Российская империя — 1988, Советский Союз) — советский зоолог, доктор биологических наук.

## Биография
Родился в семье зубного врача, охотника и ценителя природы. В 1914 поступил в Томский технологический институт на шорное отделение. Однако вынужден был прервать учёбу из-за призыва в царскую армию, участвовал в Первой мировой войне. Затем работал охотником, рыбаком, преподавателем географии, начальником крупной экспедиции «Дальрыбы» на Шантарских островах заведующим зоотехнической частью пантового зверосовхоза «Гамов».
В 1934 семья была репрессирована и из Владивостока выслана в Западную Сибирь, некоторое время жили в деревне Квашнино на озере Чаны в Барабинской степи, с 1935 по 1940 жили в Томске, где сын в 1936 пошёл в школу. С 1940 до конца 1951 жили в посёлке Яйлю на Телецком озере, где он возглавлял научный отдел в управлении Алтайского государственного заповедника.
В 1938 присвоена степень кандидата биологических наук. С 1952 и до ухода на пенсию в апреле 1965 работал в заповеднике «Столбы». Затем работал в качестве члена научного совета и координатора зоологических исследований заповедника. За книгу «Охотничья фауна, вопросы и методы оценки производительности охотничьих угодий Алтае-Саянской горной тайги» награждён почётной грамотой Министерства сельского хозяйства СССР. В 1971 защищает диссертацию, обобщающую исследования горно-таёжной фауны Сибири и Дальнего Востока, присуждается ученая степень доктора биологических наук. Занимался восстановлением ареала и популяции соболя. Им опубликовано 80 научных работ. За большой вклад в развитие заповедного дела он награжден Большой памятной медалью Всероссийского общества охраны природы и рядом почётных грамот.

### Семья
- Жена — Мария Грациановна Дулькейт, дочь первого главы города Никольск-Уссурийский, статского советника Грациана Осиповича Рутковского.
- Сын — Тигрий Георгиевич Дулькейт (26 января 1929, Владивосток — 10 января 2006, Бийск) — заведующий Бийским экскурсионным бюро, член Алтайского отдела Географического общества СССР, заслуженный работник культуры РСФСР.[3][4]

## Публикации
- Вопросы экологии и количественного учёта соболя. М.: 1957.[5]
- Охотничья фауна, вопросы и методы оценки производительности охотничьих угодий Алтае-Саянской горной тайги. Красноярск, 1964. — Вып. 3. — 352 с.[6]